# Cololejeunea turbinifera
Cololejeunea turbinifera är en bladmossart som först beskrevs av Richard Spruce, och fick sitt nu gällande namn av León-yánez, Gradst. et Wegner. Cololejeunea turbinifera ingår i släktet Cololejeunea och familjen Lejeuneaceae. Inga underarter finns listade i Catalogue of Life.